# Iszme-Dagan (król Isin)

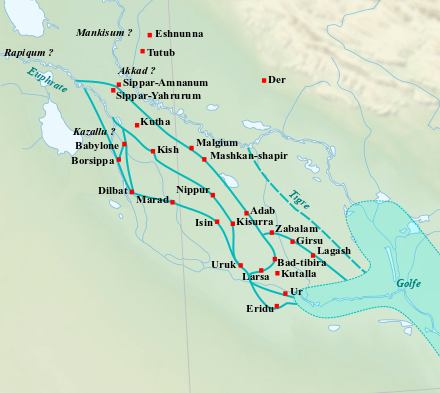
Mapa południowej Mezopotamii w okresie starobabilońskim (ok. 2000-1595 p.n.e.)

Iszme-Dagan (akad. Išme-Dagān, zapisywane dIš-me-dDa-gan, tłum. „Bóg Dagan wysłuchał”) – czwarty król z I dynastii z Isin, syn i następca Iddin-Dagana, ojciec Lipit-Isztara. Jego rządy datowane są na lata ok. 1953-1935 p.n.e. (chronologia średnia).

## Długość panowania
Według Sumeryjskiej listy królów Iszme-Dagan panować miał przez 18 (kopia Mi) lub 20 (kopie P2 i P5) lat. Lista królów Ur i Isin daje 19 lat.

## Panowanie
Wydaje się, iż panowanie Iszme-Dagana nie było tak spokojne, jak jego ojca, Iddin-Dagana, o czym świadczyć może chociażby fakt, iż wzmocnić musiał mury obronne swej stolicy - Isin. Wiele wskazuje też na to, że niektóre miasta, jak na przykład Larsa, nie uznawały jego autorytetu. Sytuacja ekonomiczna w królestwie również nie była najlepsza, gdyż zmuszony był wydawać edykty prawne umarzające długi ludności („nazwa roczna” e).
Iszme-Dagan występuje w wielu mezopotamskich utworach literackich, głównie hymnach i poematach pochwalnych.